# 宜昌東駅
宜昌東駅（ぎしょうひがしえき/中国語簡体字：宜昌东站/正体字：宜昌東站）は、中華人民共和国湖北省宜昌市伍家崗区にある中国国鉄武漢鉄路局が管轄する駅である。

## 駅構造
単式ホーム1面、島式ホーム4面を持つ高架駅である。駅面積は23,491m²である。

## 所属路線
- 中国国鉄
  - 漢宜線
  - 宜万線
  - 鴉宜線

## 歴史
- 2010年12月22日：開業[1]。

## 隣の駅
漢宜線
枝江北駅 - 宜昌東駅
宜万線
宜昌東駅 - 宜昌南駅
鴉宜線
新昌駅 - 宜昌東駅 - 宜昌駅